# Thomas McNamara
Thomas Liam McNamara (West Nyack, Nueva York, Estados Unidos; 6 de febrero de 1991) es un futbolista estadounidense. Juega como centrocampista.

## Carrera deportiva

### Universidad
McNamara jugó fútbol universitario durante cuatro años con la Universidad Brown. En 2013, pasó a jugar con los Clemson Tigers de la Universidad Clemson. Con Brown, finalizó su carrera con 12 goles y 10 asistencias. Mientras que en Clemson, completó siete goles y ocho asistencias. 

### Profesional
McNamara fue elegido en la primera posición de la segunda ronda del SuperDraft de la MLS 2014 por Chivas USA, con quienes realizó su debut oficial en la MLS el 9 de marzo de 2014, contra Chicago Fire (triunfo de 3-2), partido en el que anotó un gol. 
En el Draft de Expansión de la MLS 2014, McNamara fue seleccionado por New York City FC, en donde se mantuvo durante cuatro temporadas.
Una vez completadas esas cuatro temporadas, el 11 de enero de 2019 firmó un contrato de dos años con Houston Dynamo.

## Estadísticas de su carrera en la MLS
| Club                | Temporada           | MLS      | MLS   | MLS   | U.S. Open Cup | U.S. Open Cup | U.S. Open Cup | Concacaf | Concacaf | Concacaf | Total    | Total | Total |
| Club                | Temporada           | Partidos | Goles | Asist | Partidos      | Goles         | Asist         | Partidos | Goles    | Asist    | Partidos | Goles | Asist |
| ------------------- | ------------------- | -------- | ----- | ----- | ------------- | ------------- | ------------- | -------- | -------- | -------- | -------- | ----- | ----- |
| Chivas USA          | 2014                | 6        | 1     | 1     | -             | -             | -             | -        | -        | -        | 6        | 1     | 1     |
| Total Chivas USA    | Total Chivas USA    | 6        | 1     | 1     | -             | -             | -             | -        | -        | -        | 6        | 1     | 1     |
| New York City FC    | 2015                | 19       | 5     | 3     | -             | -             | -             | -        | -        | -        | 19       | 5     | 3     |
| New York City FC    | 2016                | 31       | 5     | 10    | -             | -             | -             | -        | -        | -        | 31       | 5     | 10    |
| New York City FC    | 2017                | 27       | 3     | 1     | 1             | 0             | 0             | -        | -        | -        | 28       | 3     | 1     |
| New York City FC    | 2018                | 10       | 0     | 1     | 1             | 0             | 0             | -        | -        | -        | 11       | 0     | 1     |
| Total New York      | Total New York      | 87       | 13    | 15    | 2             | 0             | 0             | -        | -        | -        | 89       | 13    | 15    |
| Houston Dynamo      | 2019                | 33       | 2     | 3     | 2             | 0             | 0             | 4        | 0        | 0        | 39       | 2     | 3     |
| Total Houston       | Total Houston       | 33       | 2     | 3     | 2             | 0             | 0             | 4        | 0        | 0        | 39       | 2     | 3     |
| Total en su carrera | Total en su carrera | 126      | 16    | 19    | 4             | 0             | 0             | 4        | 0        | 0        | 134      | 16    | 19    |